# Staatsraad (Suriname)

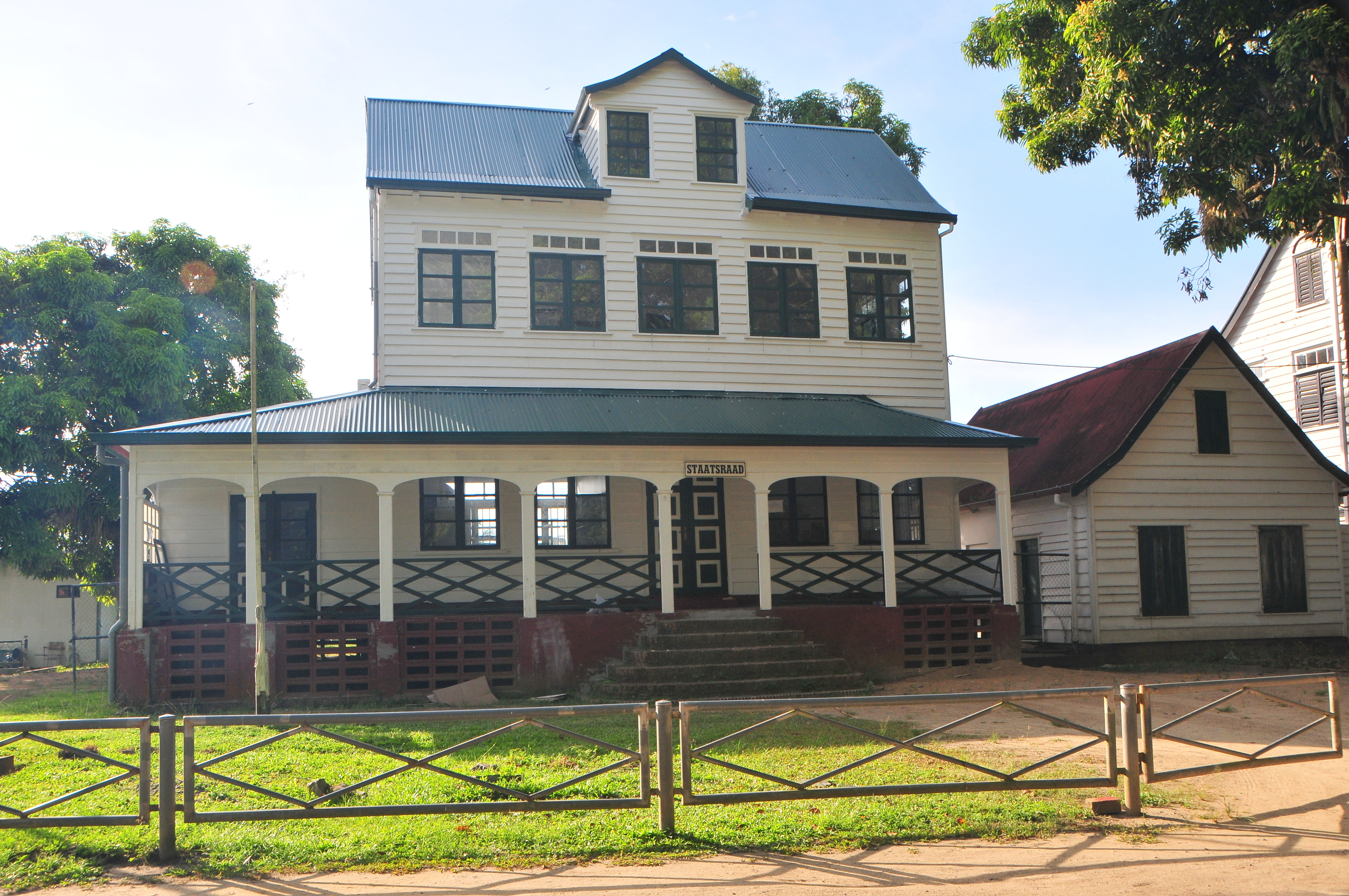
Staatsraad, Paramaribo

De Staatsraad is een adviserend orgaan in de Republiek Suriname, telt 15 leden en wordt voorgezeten door de president. De raad adviseert de president over wetsvoorstellen, overeenkomsten met andere mogendheden en overige staatsbesluiten. In de raad zijn alle politieke partijen vertegenwoordigd die in De Nationale Assemblée gekozen zijn. Verder zijn vertegenwoordigd de gezamenlijke vakbeweging en de gezamenlijke werkgeversorganisaties.